# 魯煬公
魯煬公（？—前988年），姬姓，名熙，一名怡，為春秋諸侯國魯國君主之一，是魯國第三任君主。他為魯考公的弟弟，承襲魯考公擔任該國君主，在位6年。

## 家庭
父親
- 伯禽

兄弟
- 魯考公

兒子
- 魯幽公
- 魯魏公

## 延伸閱讀
- 《史記·魯周公世家》

| 前任： 兄魯考公 | 西周魯國第三代君主 前993年－前988年 | 繼任： 子魯幽公 |